# Clearfield (Utah)
Clearfield és una població dels Estats Units a l'estat de Utah. Segons el cens del 2000 tenia 25.974 habitants.

## Demografia
Segons el cens del 2000, Clearfield tenia 25.974 habitants, 7.921 habitatges, i 6.265 famílies. La densitat de població era de 1.294 habitants per km².
Dels 7.921 habitatges en un 52,2% hi vivien nens de menys de 18 anys, en un 60,4% hi vivien parelles casades, en un 13,9% dones solteres, i en un 20,9% no eren unitats familiars. En el 16,3% dels habitatges hi vivien persones soles el 4,3% de les quals corresponia a persones de 65 anys o més que vivien soles. El nombre mitjà de persones vivint en cada habitatge era de 3,12 i el nombre mitjà de persones que vivien en cada família era de 3,51.
Per edats la població es repartia de la següent manera: un 36,2% tenia menys de 18 anys, un 16% entre 18 i 24, un 30,6% entre 25 i 44, un 11,4% de 45 a 60 i un 5,7% 65 anys o més.
L'edat mediana era de 24 anys. Per cada 100 dones de 18 o més anys hi havia 100,8 homes.
La renda mediana per habitatge era de 38.946 $ i la renda mediana per família de 39.902 $. Els homes tenien una renda mediana de 30.336 $ mentre que les dones 21.407 $. La renda per capita de la població era de 13.945 $. Entorn del 8,7% de les famílies i el 12,2% de la població estaven per davall del llindar de pobresa.

## Poblacions més properes
El següent diagrama mostra les poblacions més properes.